# كوليستيبول
كوليستيبول هو أحد منحيات حامض الصفراء، حيث يقوم بالارتباط بسائل الصفراء في الجهاز الهضمي لمنع استرداه. فهو راتنج تبادل أيوني قوي، مما يعني أنه يمكنه مبادلة أيونات الكلوريد مع أيونات أحماض الصفراء السالبة في القناة الهضمية وتربط بينهم بقوة في تركيبة الراتنج.
كوليستيبول مكون من ثنائي بوليمر ثنائي الأثلين ثلاثي الأمين وإبيكلوروهيدرين الخامل (copolymer of diethylenetriamine و إيبكلوروهيدرين).
كما يعتبر كوليستيبول راتنج تبادل أيوني من النوع القاعدي.
كوليستيبول يقوم بإزالة أحماض الصفراء من الجسم عن طريق تشكيل المجمعات غير قابلة للذوبان مع الأحماض الصفراوية في الأمعاء، والتي تفرز ثم في البراز. عند إفراز أحماض الصفراء، يتم تحويل الكوليسترول في البلازما إلى حمض الصفراء لاستعادة مستويات حمض الصفراء. هذا التحويل من الكوليسترول إلى أحماض الصفراء يخفض تركيز الكوليسترول في البلازما.

## الأشكال الدوائية
متوفر على شكل مسحوق تحت اسم كلوستد (Colestid)، حيث يكون المسحوق معبأ في أكياس تحتوي على 5 غرام في كل كيس. وكذلك متوفر في بعض البلدان تحت اسم ليستد (Lestid).
كما يتوفر الدواء على شكل أقراص لتحضير معلق.

## الاستخدامات العلاجية
تستخدم منحيات حامض الصفراء مثل كوليستيبول لعلاج ارتفاع الكولسترول، ولكن يمكن أن تستخدم أيضا لعلاج الحكة والتي تحدث نتيجة عجز الكبد، وذلك بسبب عدم قدرة الكبد على التخلص من الصفراء.

## الجرعة
يستخدم محسوق كوليستيبول بجرعة 5 غرام مرة واحدة أو مرتين يوميا، حيث يتم حل المسحوق في عصير أو في الماء، ومن الممكن زيادة إلى الجرعة القصوى خلال فترة شهر بحيث تصل إلى 30 غرام يوميا تؤخذ على جرعة واحدة أو تقسم على جرعتين.
اما جرعة الأقراص فتتراوح من 2 إلى 16 غرام يوميا.

## الأعراض الجانبية
- زيادة في إنتاج اللايبوبروتين VLDL والجليسيريد الثلاثي.
- أعراض اضطرابات في الجهاز الهضمي.
- سوء امتصاص لعدد من الفيتامينات خصوصا الدهنية منها مثل فيتامينات (A، D، E، K).